# Macrostemum capense
Macrostemum capense är en nattsländeart som först beskrevs av Walker 1852.  Macrostemum capense ingår i släktet Macrostemum och familjen ryssjenattsländor.

## Underarter
Arten delas in i följande underarter:
- M. c. signatum
- M. c. stigmatum